# Studienfinanzierung und -förderung in den Vereinigten Staaten
Unter dem Stichwort Studienfinanzierung und -förderung in den Vereinigten Staaten wird in diesem Artikel die Frage behandelt, wie Familien in den Vereinigten Staaten die Hochschulausbildung ihrer Kinder finanzieren bzw. wie Individuen ihr eigenes Studium finanzieren und welche Hilfen sie dabei in Anspruch nehmen können. Vor dem Hintergrund der sehr hohen Studiengebühren hat die Studienfinanzierung in den Vereinigten Staaten besondere Brisanz.

## Hintergrund und Rahmenbedingungen
In den Vereinigten Staaten existiert so gut wie keine duale Berufsausbildung; der wichtigste Weg zu einer formalen Berufsqualifikation führt über die Hochschule. Im Oktober 2016 haben sich 69,7 % der Highschool-Absolventen an einem College oder einer Universität eingeschrieben (zum Vergleich: in Deutschland lag die Studienanfängerquote im selben Jahr bei 56 %).
Die Gesamtkosten für die Hochschulausbildung setzen sich in den USA aus den Studien- und Verwaltungsgebühren (tuition & fees), Unterkunft und Verpflegung (room & board), Kosten für Bücher und Lernmittel, persönlichem Bedarf und Transportkosten zusammen. Auf der Grundlage des Patient Protection and Affordable Care Act („Obamacare“) können Studenten heute bis zum vollendeten 26. Lebensjahr in der Krankenversicherung ihrer Eltern mitversichert bleiben.
Die niedrigsten Studiengebühren werden an Community Colleges erhoben; diese bieten ihren Studenten einen Associate Degree an. 44 % aller Undergraduate-Studenten besuchen ein solches Community College; viele wechseln, um den Bachelorgrad zu erwerben, anschließend an eine reguläre Hochschule. Die Studiengebühren betragen an einem Community College durchschnittlich 5.002 US$ pro Jahr (Stand: 2023).
Die Studiengebühren an vierjährigen öffentlichen Hochschulen betragen 2022/2023 durchschnittlich 10.940 US$ pro Jahr, und an privaten Hochschulen durchschnittlich 39.400 US$ pro Jahr. Die Gebühren für Unterkunft und Verpflegung (Wohnheim und Mensa) betragen an öffentlichen Hochschulen durchschnittlich 12.310 US$ pro Jahr und an Privathochschulen durchschnittlich 14.030 US$. An mindestens 50 amerikanischen Hochschulen summieren sich die Kosten für Studiengebühren, Unterbringung und Verpflegung zu mehr als 60.000 US$ pro Jahr auf. Viele Berufe, besonders im medizinischen und im juristischen Bereich, erfordern nach dem Abschluss des vierjährigen Bachelor-Studiums den Besuch einer weiteren Hochschule, etwa einer Medical School oder Law School. Andere erfordern einen Master-Grad und damit ein insgesamt mindestens sechsjähriges Studium.
Schätzungsweise 38 % aller Studenten können sich ein Hochschulstudium nur als Teilzeitstudium leisten. Im Jahre 2017 haben 50 % aller Studenten keinen Wohnheimplatz in Anspruch genommen, sondern auch während des Semesters zu Hause gelebt.

## Vorsorgendes Geldsparen
Viele amerikanische Familien, die es sich leisten können, legen früh – oft schon zum Zeitpunkt seiner Geburt – ein spezielles Ausbildungskonto für jedes Kind an (College Savings Plan). Da § 529 des United States Code eine steuerliche Begünstigung von Geldanlagen vorsieht, die Ausbildungszwecken dienen sollen, wird in den meisten US-Bundesstaaten ein sogenannter 529 Plan angeboten, ein günstiges Geldanlagekonzept mit mehreren Optionen, das Eltern einen Anreiz bieten soll, für das Collegestudium ihres Nachwuchses frühzeitig zu sparen. Der Anteil der Familien, die systematisch Geld für die Collegeausbildung ihrer Kinder beiseitelegen, wird auf 72 % geschätzt. Der mittlere Betrag, der in 529 Plans angelegt ist, beläuft sich auf etwa 21.000 US$.

## Förderprogramme
Bei den Förderprogrammen werden Grants und Scholarships unterschieden. Beides sind Stipendien, erstere werden jedoch meist bedarfsorientiert (need based) gewährt, letztere sind dagegen leistungsorientiert (performance based). Grants und Scholarships brauchen nicht zurückgezahlt werden und sind mehrheitlich steuerfrei.
Bewerbungen für jegliche Art von Förderung erfolgen in den USA immer gleichzeitig mit der Bewerbung um einen Studienplatz. Ausschlaggebend für die Berechnung finanzieller Studienförderung (need based) ist das vorletzte Kalenderjahr vor dem Jahr, in dem das Studium begonnen wird, also dasjenige Kalenderjahr, in dem der Bewerber erst Sophomore und dann Junior war.

### Staatliche Förderprogramme
Mit großen Einschränkungen dem deutschen BAföG vergleichbar ist die Federal Student Aid, ein Bundesprogramm, das auf Titel IV des Higher Education Act of 1965 basiert und strikt bedarfsorientiert Stipendien und Darlehen vergibt. Der Antrag erfolgt online über die zentrale Webseite FAFSA (Free Application for Federal Student Aid). Im Jahre 2016 wurden im Rahmen der Federal Student Aid knapp 125,7 Milliarden US$ ausgezahlt, um mehr als 13 Mio. Studenten zu unterstützen; das waren rund 40 % aller Studenten.
Ein weiteres föderales Studienförderprogramm ist das Pell-Grant-Programm des U.S. Department of Education, das bedürftige Studenten seit den 1970er Jahren mit laufenden Hilfen bezuschusst, die die tatsächlichen Kosten allerdings nicht ansatzweise decken. Weitere föderale Förderangebote gibt es für sehr bedürftige Bewerber (FSEOG), Lehramtsstudenten (TEACH Grant) und Kinder amerikanischer Soldaten, die in Afghanistan oder Irak gefallen sind. 2018 wurde eine Untersuchung dazu durchgeführt, dass die meisten TEACH Grants rückwirkend in Kredite umgewandelt werden.
Die Bundesstaaten haben darüber hinaus eigene Programme. In New York z. B. besteht das New York State Tuition Assistance Program (TAP). Einkommensschwache Studenten mit Wohnsitz in diesem Bundesstaat können, wenn sie an einer SUNY-Schule oder an der City University of New York studieren, Zahlungen (grants) von bis zu 5.165 US$ pro Jahr erhalten.

### Förderprogramme der Hochschulen
Alle amerikanischen Hochschulen – öffentliche ebenso wie private – haben eigene Förderprogramme (Financial Aid Programs), die sehr uneinheitlich sind. Insbesondere finanziell gut ausgestattete Schulen sind in der Lage, bedürftigen Studenten großzügige finanzielle Hilfen zu gewähren bzw. auf Studiengebühren zu verzichten. Die für den Studenten günstigste Option ist dabei eine Full Tuition Scholarship (volkstümlich auch Full Ride genannt), bei der vier Jahre lang dem Bewerber nicht nur die Studiengebühren, sondern auch die Kosten für Unterbringung und Verpflegung erlassen werden.
Die Syracuse University in Syracuse, New York z. B. bietet ihren Studenten gleich zwei Full Tuition Scholarships: Haudenosaunee Scholarships, die Angehörigen des Volkes der Irokesen vorbehalten sind, und Coronat Scholarships, mit denen außergewöhnlich qualifizierte Studenten jeglicher Ethnizität ausgezeichnet und gefördert werden können. Darüber hinaus umfasst das Financial Aid Program dieser Hochschule 18 weitere leistungsbasierte Stipendien (scholarships), das bedarfsorientierte Syracuse University Grant, Kredite, Studentenjobs, Stipendien für universitäre Sommerprogramme (summer aid) sowie verschiedene Fach- und Sonderstipendien.
Bei vielen Privathochschulen und auch einigen staatlich geförderten Einrichtungen setzt Förderung voraus, dass das sogenannte CSS Profile ausgefüllt wird. Manche Schulen haben auch ihre eigenen Formulare. Zuständig für die finanziellen Hilfen sind innerhalb der Hochschulen die Financial Aid Offices (FAOs). In den USA ist es in zunehmendem Umfang üblich, mit diesen Abteilungen frühzeitig individuelle Verhandlungen zu führen, bei denen die ursprünglichen Bescheide oftmals revidiert werden. Fast alle Hochschulen – öffentliche ebenso wie private – haben ihre eigenen finanziellen Ressourcen, mit denen sie nach Gutdünken und ohne sich am Bundesrecht orientieren zu müssen umgehen dürfen. Die FAOs haben dabei auch die Möglichkeit, durch großzügige Förderung solche Wunschkandidaten anzuwerben, die nicht arm sind. Leistungen werden allerdings immer nur für ein Jahr gewährt und müssen dann neu beantragt werden.

### Unabhängige Förderprogramme
Während z. B. in Deutschland unter den Stipendiengebern die überregionalen, von der öffentlichen Hand finanzierten Begabtenförderungswerke tonangebend sind, die Studenten laufende finanzielle Hilfen erteilen (Beispiel: Studienstiftung des deutschen Volkes), gibt es in den USA Vergleichbares kaum. Sehr weit verbreitet sind jedoch kleine und kleinste Studienförderprogramme, die einmalige Zahlungen von meist 3- bis 4-stelligen Geldbeträgen gewähren. Kommerzielle Services wie Sallie Mae und Peterson's und nicht-kommerzielle Webseiten wie z. B. collegescholarships.org bieten in diesem sehr unübersichtlichen Bereich Hilfe bei der Orientierung an. Zu den überregional tätigen Stipendiengebern mit dem höchsten Budget zählt der Getränkehersteller Dr Pepper, der im Rahmen seines Programms Tuition Giveaway Einmalzahlungen von bis zu 100.000 US$ gewährt.

## Studienkredite
Da sehr viele Familien auch die Beträge nicht aufbringen können, die bei der Berechnung der Federal Student Aid für zumutbar erachtet werden, spielen in den Vereinigten Staaten Studienkredite (student loans) eine zunehmend wichtige Rolle. Zu unterscheiden sind Studienkredite aus öffentlichen Mitteln einerseits und private Kredite andererseits. Letztere werden häufig von Non-Profit-Organisationen oder von den Schulen selbst gewährt. Ein Beispiel für staatlich geförderte Studienkredite bilden die mit dem Higher Education Act of 1965 eingeführten und 1988 so benannten Stafford Loans, die wegen ihrer günstigen Konditionen besonders stark nachgefragt sind.
Im Jahre 2017 beliefen sich die Kredite, die Studenten und deren Familien für Studienfinanzierungszwecke aufgenommen hatten, auf eine Gesamtsumme von 1,45 Billionen US$.

## Studienfinanzierung durch Teilzeitjobs
Die Bundesregierung in Washington fördert ein Federal Work-Study (FWS) Program, das es bedürftigen Studenten ermöglicht, ihr Studium über Teilzeitjobs zu finanzieren.